# Федосеев, Александр Иванович (Герой Социалистического Труда)
Александр Иванович Федосеев (род. 31 мая 1925, Коломенский район) — бригадир слесарей-сборщиков Коломенского завода тяжёлого станкостроения, рационализатор (7 предложений). Герой Социалистического Труда (1966), Депутат верховного Совета СССР (восьмого созыва).

## Биография
Родился 31 мая 1925 года в деревне Игнатьево, Коломенского района, Московской области.
C января 1943 по 1950 год служил в РККА, затем в Вооружённых Силах СССР в 14-й отдельной артиллерийской противотанковой истребительной бригаде 2-й гвардейской танковой армии. Получил ранение во время танкового боя под Шяуляем в Великую Отечественную войну.
Дед: Афанасий Кузьмич Федосеев — хозяйственник, шорник, бочкарь.
Отец: Иван Афанасьевич Федосеев (? — 1943) — герой-будёновец, офицер гражданской войны, механизатор, погиб в на Курской дуге.
Мать: Надежда Николаевна Федосеева
Братья и сёстры: Борис (р. 1923 г.), Александр, Валентин, Николай, Алексей, Екатерина
Жена: Лидия Александровна (в девичестве Григорьева)
Сын: Сергей
Поступил в ремесленное училище на базе Коломенского паровозостроительного завода, работал на сборочном отделении паровозного цеха. Наставник — орденоносец Иван Тихонович Вяткин. После военной службы Федоссев работал в цехе прецизионных станков Коломенского завода тяжёлого станкостроения. Избранной профессии был верен более 35 лет, до выхода на пенсию. Депутат Верховного Совета СССР (8-й созыв), Московского областного и Коломенского городского Советов. Член парткома завода, член ревизионной комиссии МК КПСС. Собственное сочинение: «Союз науки и труда» (Издательство «Московский рабочий», 1969 год).

## Награды
- Орден Славы 3-й степени (21.09.1944) за бой под Шяуляем.
- Медаль «За отвагу» (01.11.1944).
- Юбилейная медаль «Тридцать лет Победы в Великой Отечественной войне 1941—1945 гг.».
- Орден Отечественной войны II-й степени (11.03.1985).
- Орден Ленина (08.08.1966).
- Герой Социалистического Труда (08.08.1966) с вручением Золотой медали «Серп и Молот».